# Junior-VM i orientering 2015
Junior-VM i orientering 2015 var den 26. udgave af juniorverdensmesterskabet i orientering. Det blev afviklet i juli 2015 i Porsgrunn i det sydlige Norge.